# AADAC
AADAC (англ. Arylacetamide deacetylase) – білок, який кодується однойменним геном, розташованим у людей на короткому плечі 3-ї хромосоми. Довжина поліпептидного ланцюга білка становить 399 амінокислот, а молекулярна маса — 45 734.
| 10         |  | 20         |  | 30         |  | 40         |  | 50         |
| ---------- |  | ---------- |  | ---------- |  | ---------- |  | ---------- |
| MGRKSLYLLI |  | VGILIAYYIY |  | TPLPDNVEEP |  | WRMMWINAHL |  | KTIQNLATFV |
| ELLGLHHFMD |  | SFKVVGSFDE |  | VPPTSDENVT |  | VTETKFNNIL |  | VRVYVPKRKS |
| EALRRGLFYI |  | HGGGWCVGSA |  | ALSGYDLLSR |  | WTADRLDAVV |  | VSTNYRLAPK |
| YHFPIQFEDV |  | YNALRWFLRK |  | KVLAKYGVNP |  | ERIGISGDSA |  | GGNLAAAVTQ |
| QLLDDPDVKI |  | KLKIQSLIYP |  | ALQPLDVDLP |  | SYQENSNFLF |  | LSKSLMVRFW |
| SEYFTTDRSL |  | EKAMLSRQHV |  | PVESSHLFKF |  | VNWSSLLPER |  | FIKGHVYNNP |
| NYGSSELAKK |  | YPGFLDVRAA |  | PLLADDNKLR |  | GLPLTYVITC |  | QYDLLRDDGL |
| MYVTRLRNTG |  | VQVTHNHVED |  | GFHGAFSFLG |  | LKISHRLINQ |  | YIEWLKENL  |

A: Аланін

C: Цистеїн

D: Аспарагінова кислота

E: Глутамінова кислота

F: Фенілаланін

G: Гліцин

H: Гістидин

I: Ізолейцин

K: Лізин

L: Лейцин

M: Метіонін

N: Аспарагін

P: Пролін

Q: Глутамін

R: Аргінін

S: Серин

T: Треонін

V: Валін

W: Триптофан

Кодований геном білок за функцією належить до гідролаз. 
Задіяний у такому біологічному процесі як поліморфізм. 
Локалізований у мембрані, ендоплазматичному ретикулумі, мікросомах.